# Озеро Каддо (фильм)
«О́зеро Ка́ддо» (англ. Caddo Lake) — полнометражный американский мистический триллер, режиссёрами и сценаристами которого стали Селин Хелд и Логан Джордж. Маноджа Шьямалан выступил в качестве продюсера через свою компанию Blinding Edge Pictures. Главные роли в фильме исполняют Дилан О’Брайен и Элайза Сканлен. В фильме рассказывается о таинственном исчезновении восьмилетней девочки, в ходе поисков которой начинают прослеживаться связи между прошлыми смертями и исчезновениями на озере Каддо.
Премьера фильма состоялась 10 октября 2024 года.

## Сюжет
Действие разворачивается по двум сюжетным линиям, связанным с жителями затопленной местности возле озера Каддо на юге США, неподалёку от дамбы, построенной в 1950-е годы.
Молодой человек по имени Пэрис тяжело переживает смерть своей матери, которая упала вместе с ним в реку, когда была за рулём, из-за того, что у неё случился один из её необъяснимых приступов. Пэрис встречает бывшую возлюбленную Си, с которой они несколько лет назад расстались и которая переехала в Хьюстон, и их отношения возобновляются. Во время работы в сильно обмелевшей и заросшей части озера Пэрис внезапно обнаруживает что-то вроде проницаемого экрана, отделяющего какую-то загадочную зону. Рядом с этим экраном у него начинают дрожать руки, и он предполагает, что у него могут начаться такие же припадки, как у его матери. Из записок своего отца о состоянии здоровья матери начиная с 1970-х годов он выясняет, что припадки матери происходили прежде всего в те годы, когда озеро сильно мелело.
Параллельно девушка-подросток Элли, отец которой давно исчез, вместе с младшей сводной сестрой Анной приезжает на лодке к матери Селесте и отчиму. У Элли напряжённые отношения с матерью, и вечером после очередной ссоры с Селестой Элли уезжает на лодке ночевать у подруги. Утром она возвращается, потому что мать сообщает ей, что Анна пропала, забрав одну из лодок и вероятно намереваясь найти Элли. Полиция начинает поиски, но Элли и сама также пытается найти Анну в зарослях. Она также натыкается на прозрачный экран и проходит сквозь него. Вернувшись в дом отчима, она понимает, что попала в утро того же дня, и даже видит из окна саму себя, которая только подплывает к дому на лодке. Едва разминувшись с другой копией себя, Элли уплывает на лодке. В обмелевшем месте озера она затем снова находит Анну за прозрачным экраном, но по разговору с сестрой понимает, что вернулась на месяц назад.
Пэрис, пройдя через прозрачный экран, находит лежащую без сознания Анну. Воды вокруг нет, и он видит вдали ещё только строящуюся плотину. Он отдаёт раненую Анну проезжающим мимо людям, чтобы они отвезли её к врачу, и узнаёт от них, что сейчас 1952 год. Затем он возвращается к порталу времени и снова проходит сквозь него. На этот раз он оказывается в 2022 году, в дни, когда исчезла Анна. Он садится в лодку Анны, и его начинает преследовать полиция.
Элли, отвезя сестру домой, снова возвращается к порталу времени и оказывается в 2005 году. На стоянке она видит в одной из машин цепочку с кулоном, которую носила Анна, и пытается выяснить, откуда она. Появившаяся женщина с маленьким ребёнком на руках говорит, что цепочка принадлежала матери её мужа, который бросил их. Элли догадывается, что перед ней её мать Селеста (Си), у которой на руках сама она в младенчестве. В интернет-кафе Элли прослеживает по архивным записям судьбу Анны, которая, попав в 1952 год, впоследствии вышла замуж и родила Пэриса, который в свою очередь стал отцом Элли, а затем исчез.
Во время погони лодка переворачивается, и Пэрис получает ранения. Его привозят в больницу, где ему удаётся сбежать от полиции и случайно в одной из палат увидеть своего умирающего отца Бена. Он говорит отцу, что нашёл маму и спас её. После этого, преследуемый полицией, Пэрис угоняет автомобиль родителей Элли, доезжает до дамбы и, окружённый, прыгает с неё, дамбу же прорывает, и Пэрис в толще воды ударяется головой о камень и гибнет. Элли, в последний раз пройдя через портал времени, встречает отчима, который ищет их с Анной, и примиряется ним, говоря, что они одна семья (поскольку её отчим является отцом Анны, он также оказывается и прадедом Элли). Затем она возвращается к матери, которая смотрит по телевизору репортаж о гибели неизвестного (Пэриса), узнав его и плача. Они примиряются, и Элли говорит матери о том, что ни Анна, ни Пэрис не хотели покидать их.

## В ролях
- Дилан О’Брайен — Пэрис Лэнг
- Элайза Сканлен — Элли
- Кэролайн Фальк — Анна
- Лорен Эмброуз — Селеста
- Эрик Ланж — Дэниэл, отчим Элли
- Сэм Хеннингс — Бен Лэнг
- Диана Хоппер — Си

## Разработка
В августе 2021 года Дилан О’Брайен и Элайза Сканлен были приглашены на главные роли, когда ещё фильм назывался «Исчезновения» и был опубликован актёрский состав, в котором также сообщалось, что Маноджа Шьямалан будет продюсировать фильм через свою компанию Blinding Edge Pictures. В октябре 2021 года О’Брайен и Сканлен были назначены на главные роли, фильм в то же время был переименован в «Исчезновения на озере Каддо», а Лорен Эмброуз, Эрик Ланж, Сэм Хеннингс и Диана Хоппер присоединились к актёрскому составу. Съёмки начались 4 октября в Шривпорте (штат Луизиана). Хелд и Джордж искали у местных жителей автомобили периода 1998—2004 годов, чтобы создать аутентичную атмосферу. Съёмки завершились 18 ноября 2021 года. В мае 2023 года название фильма было сокращено до «Озеро Каддо».